# Parotia
Parotia is een geslacht van zangvogels uit de familie Paradisaeidae (paradijsvogels). Het geslacht telt zes soorten die alle voorkomen op Nieuw-Guinea.

## Soorten
- Parotia berlepschi – Berlepsch' parotia
- Parotia carolae – Carola's parotia
- Parotia helenae – Helena's parotia
- Parotia lawesii – Lawes' parotia
- Parotia sefilata – Arfakparotia
- Parotia wahnesi – Huonparotia